# Enthusiast Gaming
Enthusiast Gaming est une entreprise canadienne de médias numériques spécialisée dans le journalisme de jeux vidéo. Fondée en 2014 par l'entrepreneur Menashe Kestenbaum, la société possède les sites Destructoid et Escapist Magazine, ainsi que la convention de jeu vidéo Enthusiast Gaming Live Expo (EGLX),.

## Activités
La société se concentre sur la construction de plate-formes médiatiques pour les fans de jeux vidéo. Elle opère dans le domaine des médias, ainsi que dans le domaine du divertissement. Enthusiast Gaming possède une centaine de sites Web liés aux jeux et autant de chaînes YouTube.

### Site web
- Daily Esports (fondé en 2018)
- Destructoid (acquis en 2017)[4]
  - Flixist (acquis en 2017)
  - Japanator (acquis en 2017)
- DiabloII Net & Wiki (acquis en 2018)
- The Escapist (acquis en 2018)[5]
  - Gameumentaire (acquis en 2018)
  - Only Single Player (acquis en 2016)
- Gaming Street (fondé en 2019)
- Nintendo Enthusiast (fondé en 2011 par le fondateur d'Enthusiast Gaming)
- Gamnesia (acquis en 2018)
- Opération Sports (acquis en 2018)
- PC Invasion (acquis en 2018)
- Planet Destiny (acquise en 2019)
- PlayStation Enthusiast  (fondé en 2015)
- Steel Media (Pocket Gamer) (acquis en 2019)[6]
- The Sims Resource (acquise en 2019)[7]
- Siliconera (acquis en 2019)
- Passionné de Xbox (fondé en 2015)
- Omnia Media (acquis en 2020)[7],[8]
- Icy Veins (acquis en 2021)
- Upcomer (fondé en 2021)
- Tabstats (acquis en 2021)
- GameKnot (acquis en 2021)

### EGLX
Enthusiast Gaming Live Expo (EGLX) est une convention de jeu annuelle organisée au Metro Toronto Convention Centre. Il est présenté comme la plus grande convention de jeux vidéo au Canada, avec un pic signalé de 30 000 participants. En octobre 2018, Enthusiast Gaming a annoncé qu'EGLX accueillera le championnat canadien des jeux de sports électroniques mondiaux.